# Harry Nilsson
Harry Nilsson, właśc. Harry Edward Nilsson III (ur. 15 czerwca 1941 w Nowym Jorku, zm. 15 stycznia 1994 w Agoura Hills) – amerykański piosenkarz, kompozytor, pianista i gitarzysta popularny w latach 60. i 70.
Najbardziej znane przeboje Nilssona to „Without You” (1971, przeróbka piosenki grupy Badfinger), „Everybody’s Talkin’” (1969; temat z filmu Nocny kowboj), „Jump into the Fire” i „Coconut” (oba z 1972).

## Dyskografia
- 1962: Hollywood Dreamer
- 1966: Spotlight on Nilsson
- 1967: Pandemonium Shadow Show
- 1968: Aerial Ballet
- 1968: Skidoo (ścieżka dźwiękowa)
- 1969: Harry
- 1969: Rock n Roll Nilsson
- 1970: Nilsson Sings Newman
- 1971: The Point!
- 1971: Aerial Pandemonium Ballet
- 1971: Nilsson Schmilsson
- 1972: Son of Schmilsson
- 1973: A Little Touch of Schmilsson in the Night
- 1974: Son of Dracula
- 1974: Pussy Cats
- 1975: Duit on Mon Dei
- 1976: Sandman
- 1976: That's the Way It Is
- 1977: Knnillssonn
- 1980: Flash Harry
- 1982: Early Tymes
- 1988: A Touch More Schmilsson in the Night
- 1989: Harry Nilsson – All Time Greatest Hits
- 1995: Personal Best: The Harry Nilsson Anthology
- 2006: Everybody's Talkin': The Very Best of Harry Nilsson